# Angelologie

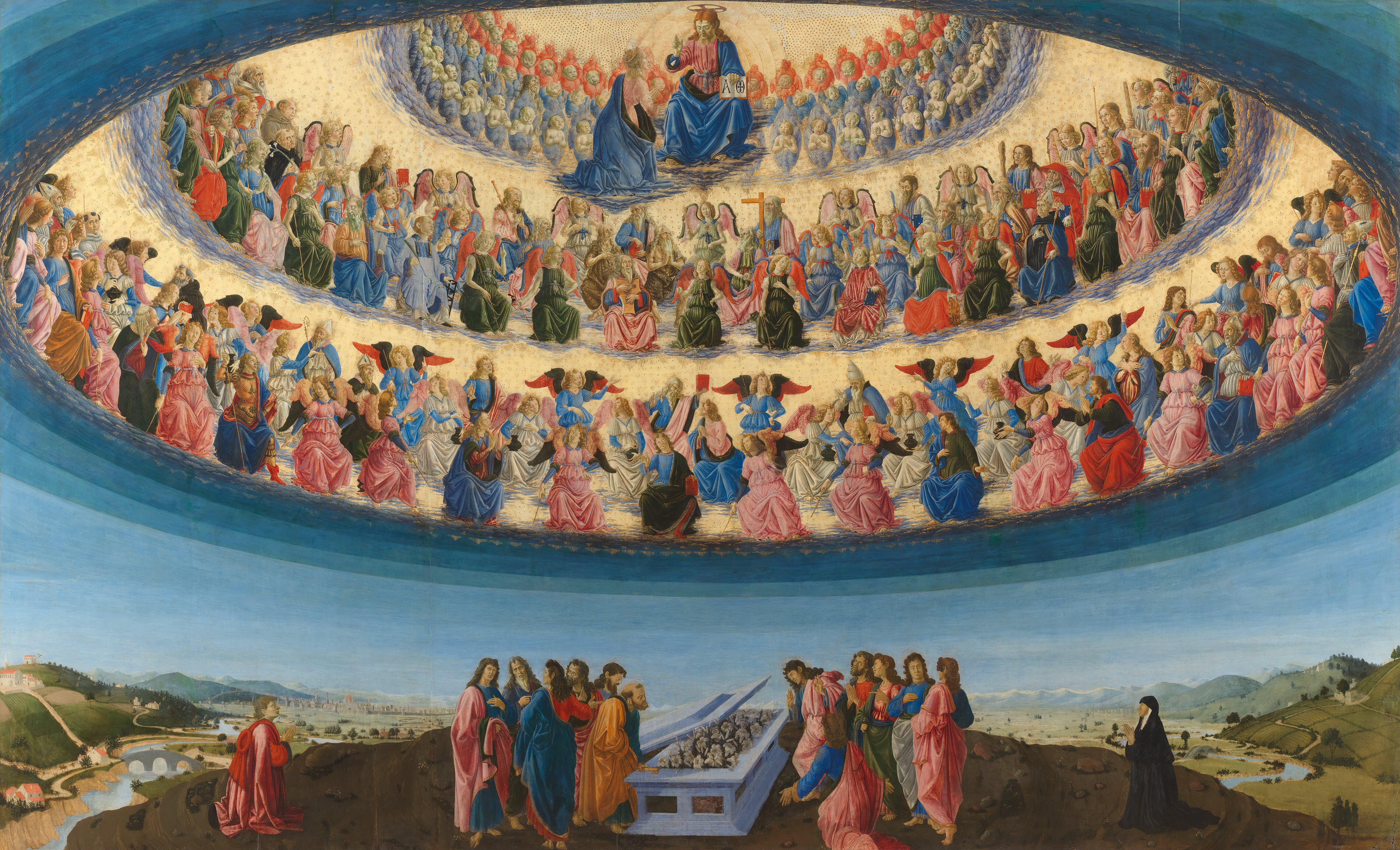
Francesco Botticini: L' elezione della Vergine, 15. stol., Národní galerie Londýn

Angelologie (řecky ἄγγελος – Angelos, posel a λογία – logie, nauka) je starobylá nauka o andělích.

## Henochovy knihy
Henoch byl jedním z potomků Adamových žijících před potopou a pradědečkem Noeho. Dochovaly se po něm dvě tzv. knihy Henochovy, „Etiopský Henoch“ a „Staroslověnský Henoch“ (či 1. a 2. kniha Henochova).

## Křesťanská angelologie
V křesťanském prostředí byl velmi vlivný mystik na přelomu 5. a 6. století Pseudo-Dionýsios Areopagita, který ve svém spise „O nebeské hierarchii“ (Peri tés úranias hierarchias / De caelesti hierarchia) popsal – zčásti na základě starších tradic – devět hierarchických stupňů andělů, takzvaných andělských chórů, které se dělí do tří triád či sfér. Nejvyšší trojici podle jeho učení tvoří chóry serafínů, cherubínů a trůnů, prostřední triádu tvoří panstva, síly a mocnosti, a konečně ve třetí sféře jsou chóry označené jako knížectva, archandělé a andělé.

## De septem secundeis
Johannes Trithemius v roce 1509 napsal knihu De septem secundeis, někdy se uvádí De septum secundeis (O sedmi duších, kteří řídí oběhy nebeských sfér), ve které rozprostřel tézi o sedmi planetárních inteligencích, které údajně z pověření Boha vládnou světu. Ve své knize, kterou věnoval císaři Maxmiliánovi I. napsal: „Slavný císaři! Je názorem mnoha osobností starých časů, že tento stvořený svět je z vůle Nejvyšší Inteligence (kterou je Bůh) uspořádán a usměrňován druhotnými inteligencemi… mezi nimi sedmi duchy, kteří jsou ustanoveni vládci sedmi planet… ze kterých, od počátku nebe a země, každý vládne světu 354 let a 4 měsíce po pořádku.“ Před ním se o tuto problematiku zajímali také Pietro d'Abano a Abraham ibn Ezra. Domnělým působením planet na život na Zemi se zabýval i Klaudios Ptolemaios. Ve svých proroctvích se o tzv. sedm vyšších inteligencí opíral ve svých proroctvích i Nostradamus.